# National Road 59
La National Road 59 (N59) è una strada irlandese nazionale di livello secondario che collega Sligo a Galway nel nord-ovest della Repubblica d'Irlanda. Con una lunghezza di 299 km è la strada nazionale N numerata più lunga d'Irlanda.

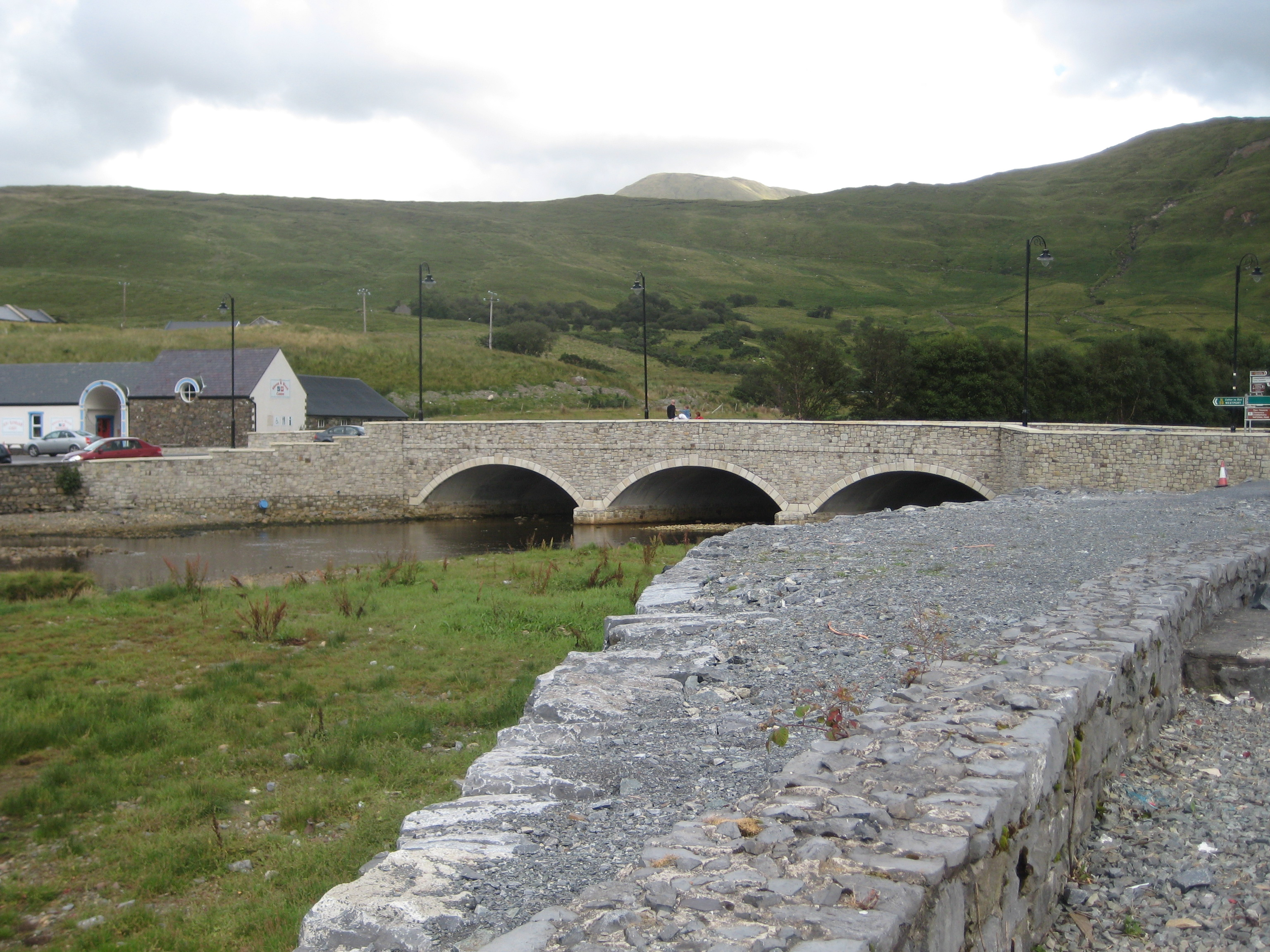
Il nuovo ponte di Leenaun

La strada prende origine a Sligo e costeggia l'omonima contea verso Sud fino a raggiungere il Mayo vicino alla città di Ballina. Da Ballina la strada prosegue verso Ovest raggiungendo prima Crossmolina e successivamente Bangor Erris. Raggiunto la costa Atlantica la strada volge verso Sud raggiungendo nell'ordine Mulranny, dove si trova la deviazione per l'isola di Achill, Newport e Westport.
Da Westport la strada prosegue in direzione Sud entrando nella contea di Galway raggiungendo innanzitutto Clifden attraverso il Connemara. Successivamente prosegue verso Galway passando attraverso villaggi secondari.

## Percorso
Nella tabella sotto riportata è contemplata la lunghezza della strada all'interno delle contee attraversate.
| Contea           | Lunghezza (km) |
| ---------------- | -------------- |
| Sligo            | 47,641         |
| Mayo             | 137,346        |
| Galway           | 113,808        |
| Lunghezza totale | 298.795        |

## Progetti
Sono in corso diversi progetti di miglioramento della strada:
- Co. Mayo Ballina Orbital Route Project. Trattasi di una deviazione che consentirà di evitare il passaggio della N59 attraverso il centro di Ballina riducendo sensibilmente traffico e tempo di percorrenza[2].
- Bypass di Crossmolina. Il progetto prevede di ricavare una deviazione a Ovest di Crossmolina creando una via alternativa che si ricongiungerà con l'attuale N59 all'altezza di Ballina[3]